# Lancaster-Denkmal (Weiswampach)

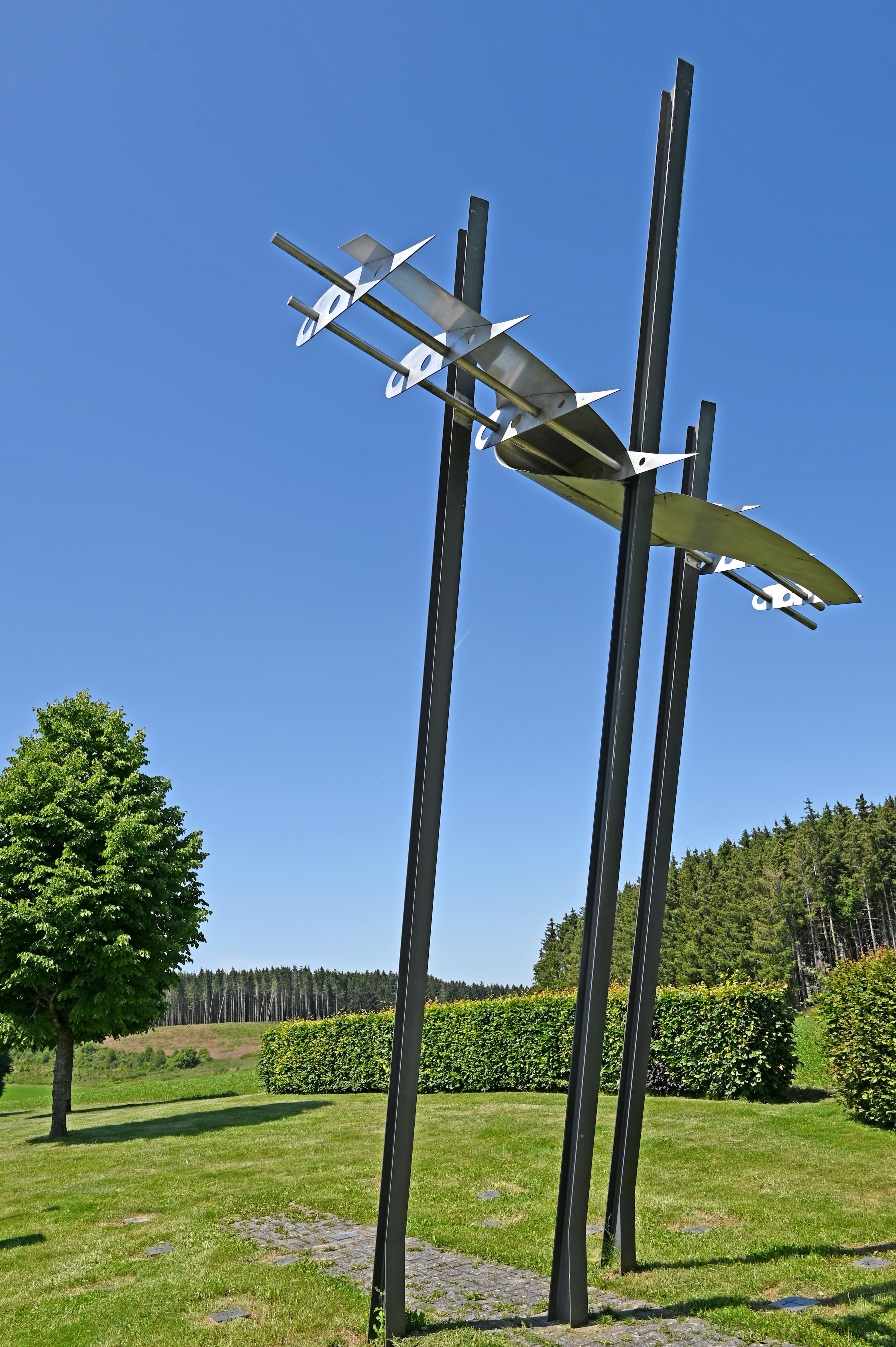
Skulptur des Lancaster-Denkmal

Das Lancaster-Denkmal ist eine Gedenkstätte, die 60 Jahre nach dem Zweiten Weltkrieg zu Ehren von 14 alliierten Soldaten errichtet wurde, von denen einige auf dem Gelände abgestürzt sind.

## Geschichte
In der Nacht vom 12. auf den 13. August 1944 wurden zwei Avro Lancaster abgeschossen. Die oberhalb von Ouren abgeschossene Lancaster gehörte zur 75. Geschwader und war von Mepal in England aus gestartet. Die auf dem Rückflug gegen 1 Uhr bei Weiswampach abgestürzte Lancaster gehörte zum 61. Geschwader und war vom Flugplatz von Skellingthorpe in England aus gestartet. Ein Crewmitglied der bei Weiswampach abgestürzten ME 596 QR-H überlebte den Absturz und kam in Kriegsgefangenschaft. Flugoffizier J. Meek, Bordmechaniker des Flugzeugs, muss es gelungen sein mit dem Fallschirm abzuspringen; er geriet schließlich bei Lieler in deutsche Gefangenschaft. Die Umstände seiner Festnahme sind 60 Jahre später nicht mehr eindeutig zu klären. Die Toten der beiden Flugzeuge wurden auf dem Militärfriedhof Hotton beigesetzt. Die Gedenkstätte wurde auf Initiative von Dr. Delvaux, einem ehemaligen Widerstandskämpfer des Zweiten Weltkriegs, von einem Komitee ehemaliger Soldaten errichtet. Dabei wurde die Skulptur von Pol Holweck entworfen. Die Einweihung fand am 13. August 2004 statt. Eine Nachbildung der Skulptur wurde am 17. September 2010 im Harbourview Orangihina Park in Neuseeland aufgestellt.

## Beschreibung
Das Denkmal stellt eine symbolische Absturzstelle dar. Ein gepflasterter Weg führt unter der Skulptur hindurch, die aus einem stilisierten Flügel besteht, der auf drei Stahlsäulen ruht, die für die drei Nationen der umgekommenen Besatzungsmitglieder stehen: England, Kanada und Neuseeland. Ausgehend von der Skulptur sind 14 Kreuze im Boden verankert. Das Ende des Weges geht fließend in die Grünfläche über.
Eine aus Granit bestehende Gedenktafel listet die Flugzeuge sowie die Besatzung auf.
| Flugzeug und Besatzung                                                   |                                                                          |                                                                          |                                                                                |                                                                                |                                                                                |
| 61. Geschwader RAF motto: Per purum tonantes Avro Lancaster I ME596 QR-H | 61. Geschwader RAF motto: Per purum tonantes Avro Lancaster I ME596 QR-H | 61. Geschwader RAF motto: Per purum tonantes Avro Lancaster I ME596 QR-H | 75. Geschwader RAF motto: Ake ake kia kaha (Maori) Avro Lancaster I HK564 AA-P | 75. Geschwader RAF motto: Ake ake kia kaha (Maori) Avro Lancaster I HK564 AA-P | 75. Geschwader RAF motto: Ake ake kia kaha (Maori) Avro Lancaster I HK564 AA-P |
| Taylor G.M.                                                              | RCAF                                                                     | †                                                                        | Mulcahy C.D.                                                                   | RNZAF                                                                          | †                                                                              |
| Burnside J.K.                                                            | RAF                                                                      | †                                                                        | Parker R.R.                                                                    | RAF                                                                            | †                                                                              |
| Nevin A.F.                                                               | RCAF                                                                     | †                                                                        | Hazard W.F.                                                                    | RNZAF                                                                          | †                                                                              |
| Meek J.                                                                  | RCAF                                                                     | Kriegsgefangener                                                         | Thomson E.L.                                                                   | RNZAF                                                                          | †                                                                              |
| Adair S.                                                                 | RAF                                                                      | †                                                                        | Elvin W.                                                                       | RNZAF                                                                          | †                                                                              |
| Goulding W.                                                              | RAF                                                                      | †                                                                        | Jonston H.D.                                                                   | RNZAF                                                                          | †                                                                              |
| Scrimshaw C.C.                                                           | RAF                                                                      | †                                                                        | Wright J.H.                                                                    | RNZAF                                                                          | †                                                                              |